# Philipp Franz Wilhelm von Zwackh-Holzhausen
Philipp Franz Wilhelm von Zwackh-Holzhausen ( 1826 - 1903 ) fue un botánico, y micólogo alemán.
- La abreviatura «Zwackh» se emplea para indicar a Philipp Franz Wilhelm von Zwackh-Holzhausen como autoridad en la descripción y clasificación científica de los vegetales.[1]